# Distrikt Huacllán
Der Distrikt Huacllán liegt in der Provinz Aija in der Region Ancash in West-Peru. Der Distrikt wurde am 5. März 1936 gegründet. Er besitzt eine Fläche von 39,9 km². Beim Zensus 2017 wurden 388 Einwohner gezählt. Im Jahr 1993 lag die Einwohnerzahl bei 468, im Jahr 2007 bei 556. Die Distriktverwaltung befindet sich in der 2986 m hoch gelegenen Ortschaft Huacllán mit 227 Einwohnern (Stand 2017). Huacllán befindet sich 7,5 km westsüdwestlich der Provinzhauptstadt Aija.

## Geographische Lage
Der Distrikt Huacllán liegt im Westen der Cordillera Negra zentral in der Provinz Aija. Der Río Aija, Oberlauf des Río Huarmey, fließt entlang der südlichen Distriktgrenze nach Westen und entwässert das Areal.
Der Distrikt Huacllán grenzt im Westen an den Distrikt Coris, im Nordosten an den Distrikt Aija sowie im Süden an den Distrikt Succha.